# سامسونگ سی اند تی
سامسونگ سی اند تی (به انگلیسی: Samsung C&T) شرکت ساخت‌وساز کره‌ای است، که متعلق به گروه سامسونگ می‌باشد. این شرکت در زمینه تجارت، صنعت مُد و صنعت استراحتگاه‌ها و مراکز تفریحی نیز فعال است.
شرکت سامسونگ سی اند تی در سال ۱۹۳۸ تأسیس شد و تاکنون در ساخت سازه‌های فراوانی در کشورهای مختلف مشارکت داشته، که به‌عنوان نمونه می‌توان به برج‌های دوقلوی پتروناس، تایپه ۱۰۱ و برج خلیفه اشاره کرد.
دفتر مرکزی این شرکت در شهر سئول، کره جنوبی قرار دارد و بخشی از سهام آن در بازار بورس کره معامله می‌شود.